# Swainsona
Swainsona là một chi thực vật có hoa trong họ Đậu.
Chi này chứa các loài bản địa khu vực Australasia. Có khoảng 85 loài, trong đó trừ 1 loài ở New Zealand (S. novae-zelandiae) thì các loài còn lại đều là đặc hữu Australia.
Các chi có quan hệ họ hàng gần là Montigena, Clianthus và Carmichaelia.
Swainsona được đặt tên theo nhà thực vật học người Anh là Isaac Swainson (1746-1812).
Một số loài chứa swainsonin, một độc tố thực vật có hại cho gia súc. Tại Australia, động vật bị ngộ độc swainsonin được gọi là pea struck.

## Một số loài
- Swainsona beasleyana F.Muell.
- Swainsona brachycarpa Benth.
- Swainsona burkei F.Muell. ex Benth.
- Swainsona burkittii F.Muell. ex Benth.
- Swainsona campestris J.M.Black
- Swainsona campylantha F.Muell.
- Swainsona canescens (Benth.) F.Muell.
- Swainsona colutoides F.Muell.
- Swainsona cyclocarpa F.Muell.
- Swainsona decurrens A.T.Lee
- Swainsona dictyocarpa J.M.Black
- Swainsona drummondii Benth.
- Swainsona ecallosa Sprague
- Swainsona elegans A.T.Lee
- Swainsona fissimontana J.M.Black
- Swainsona flavicarinata J.M.Black
- Swainsona formosa (G. Don) Joy Thomps. – đậu sa mạc Sturt
- Swainsona forrestii F.Muell. ex A.T.Lee
- Swainsona fraseri Benth.
- Swainsona galegifolia (Andrews) R.Br. (đồng nghĩa: Swainsona coronillifolia Salisb.)
- Swainsona gracilis Benth.
- Swainsona greyana Lindl.
- Swainsona incei W.R.Price
- Swainsona kingii F.Muell.
- Swainsona laciniata A.T.Lee
- Swainsona laxa R.Br.
- Swainsona leeana J.Z.Weber
- Swainsona lessertiifolia DC.
- Swainsona luteola F.Muell.
- Swainsona maccullochiana F.Muell.
- Swainsona microcalyx J.M.Black
- Swainsona microphylla A.Gray.
- Swainsona minutiflora A.T.Lee
- Swainsona monticola Benth.
- Swainsona murrayana Wawra
- Swainsona novae-zelandiae Hook.
- Swainsona oligophylla Benth.
- Swainsona oliveri F.Muell.
- Swainsona oroboides Benth.
- Swainsona parviflora Benth.
- Swainsona pedunculata A.T.Lee
- Swainsona phacoides Benth.
- Swainsona plagiotropis F.Muell.
- Swainsona procumbens (F.Muell.) F.Muell.
- Swainsona pterostylis (DC.) Bakh.f.
- Swainsona recta A.T.Lee
- Swainsona rigida (Benth.) J.M.Black
- Swainsona rostellata A.T.Lee
- Swainsona stenodonta F.Muell.
- Swainsona stipularis F.Muell.
- Swainsona swainsonioides (Benth.) J.M.Black
- Swainsona tephrotricha F.Muell.
- Swainsona unifoliolata F.Muell.
- Swainsona villosa J.M.Black
- Swainsona viridis J.M.Black.

### Chưa dung giải
- Swainsona acuticarinata (A.T.Lee) Joy Thomps.
- Swainsona adenophylla J.M.Black
- Swainsona affinis (A.T.Lee) Joy Thomps.
- Swainsona astragalifolia G.Don
- Swainsona atrococcinea Carrière
- Swainsona behriana F.Muell. ex J.M.Black
- Swainsona bracteata (Maiden & Betche) Joy Thomps.
- Swainsona cadellii F.Muell. ex C.Moore & Betche
- Swainsona calcicola Joy Thomps.
- Swainsona complanata Joy Thomps.
- Swainsona concinna F.M.Bailey
- Swainsona cornuta Joy Thomps.
- Swainsona disjuncta Joy Thomps.
- Swainsona elegantoides (A.T.Lee) Joy Thomps.
- Swainsona eremaea Joy Thomps.
- Swainsona extrajacens Joy Thomps.
- Swainsona ferrandi Carrière
- Swainsona forresti F.Muell
- Swainsona fragilis F.M.Bailey
- Swainsona fuscoviridis Joy Thomps.
- Swainsona halophila Joy Thomps.

## Hình ảnh

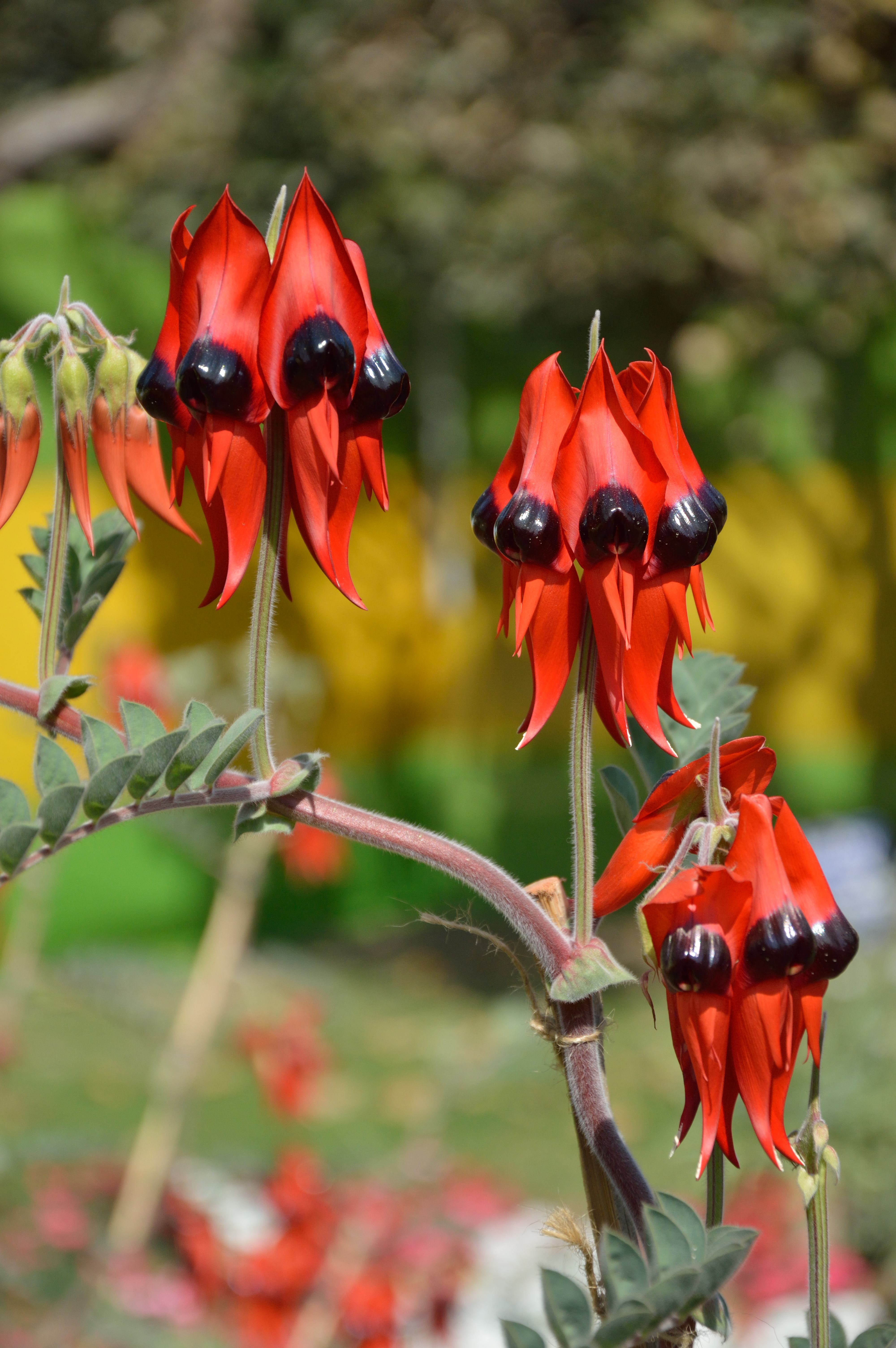
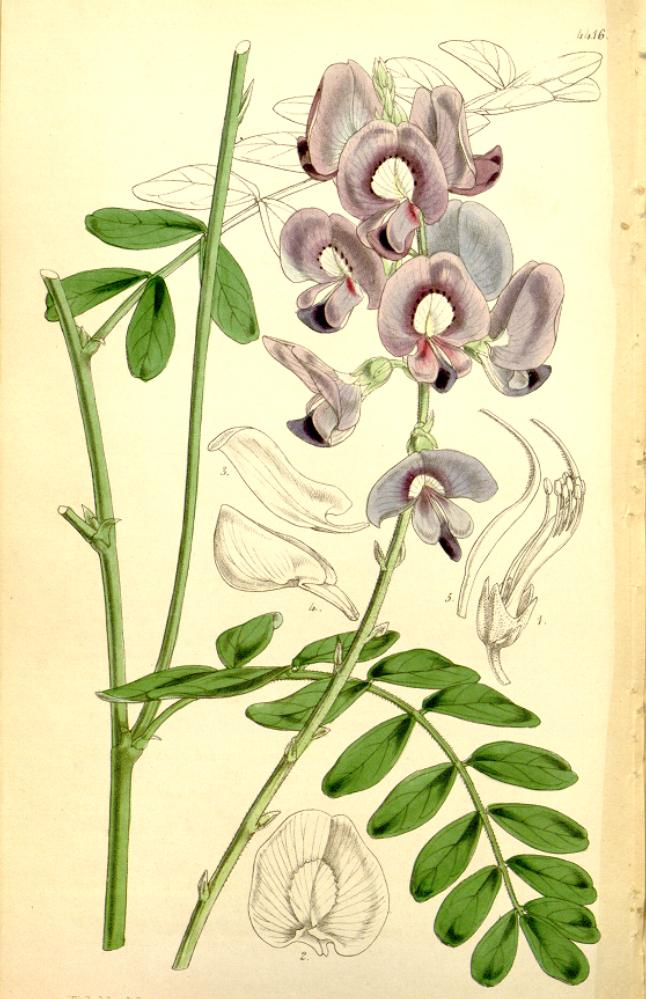
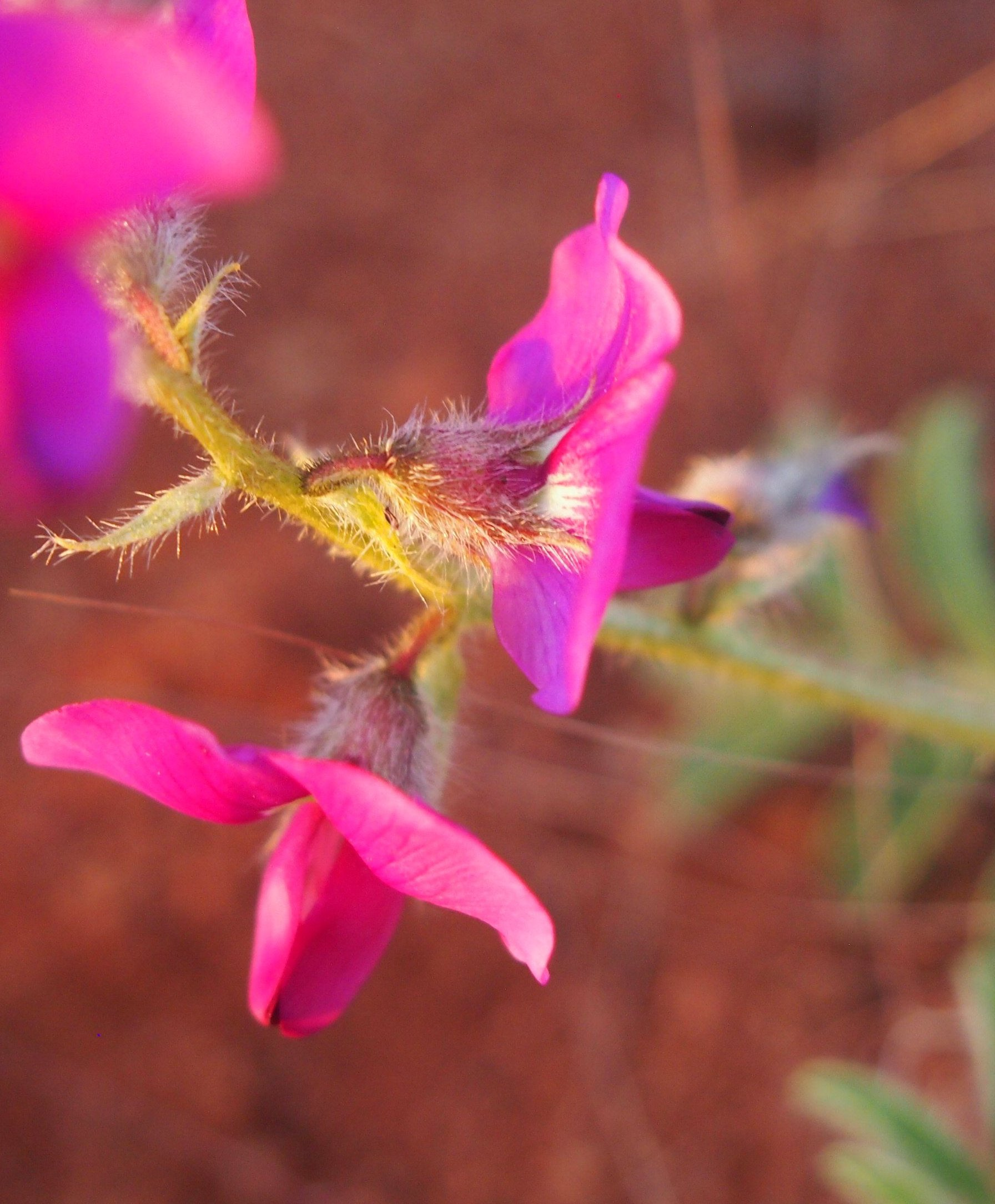
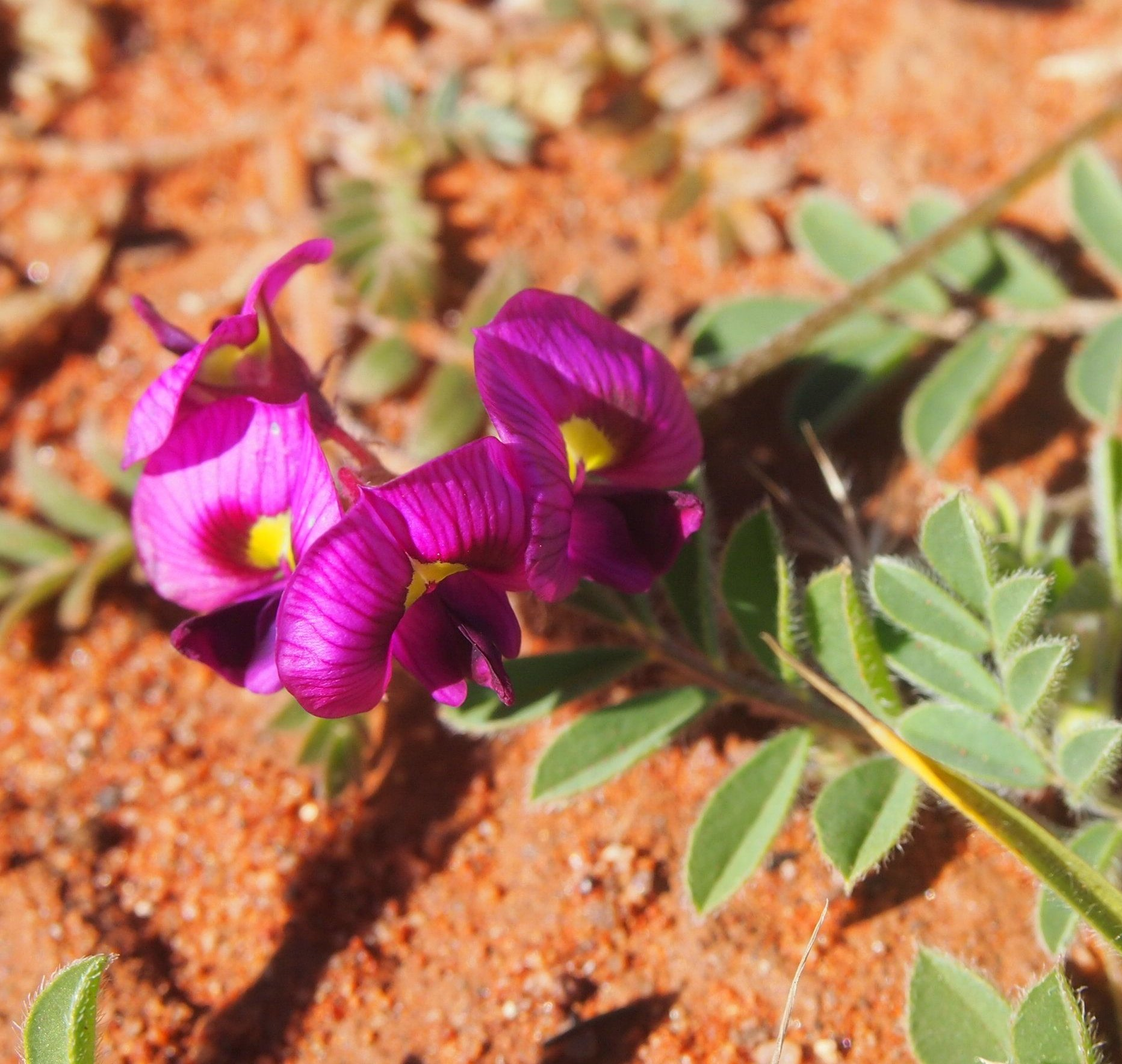